# 텔레페 노티시아스
《텔레페 노티시아스》(스페인어: Telefe Noticias)는 아르헨티나의 뉴스 프로그램이다.